# Super Bowl VI
A Super Bowl VI az 1971-es NFL-szezon döntője volt. A mérkőzést a New Orleans-i Tulane Stadionban játszották 1972. január 16-án. A Dallas Cowboys lett az első – és jelenleg is az egyetlen csapat –, amely úgy nyert meg egy Super Bowl mérkőzést, hogy nem kapott touchdown-t, valamint a Cowboys kapta a legkevesebb pontot – hármat – az eddigi Super Bowl-ok történetében.

## A döntő résztvevői
A mérkőzés egyik résztvevője a Dallas Cowboys volt, amely az alapszakaszból 11–3-0-s mutatóval került a rájátszásba, az NFC-ből. A konferencia-elődöntőben idegenben győzte le a Minnesota Vikings-t, majd a konferencia-döntőben hazai pályán a San Francisco 49ers ellen győzött.
A másik résztvevő a Miami Dolphins volt, amelynek az alapszakaszban 10 győzelme, 3 veresége és 1 döntetlenje volt. A konferencia-elődöntőben idegenben a Kansas City Chiefs ellen győzött kétszeri hosszabbítás után. A konferencia-döntőben otthon a címvédő Baltimore Colts-ot verte kapott pont nélkül, 21–0-ra.

## A mérkőzés
A mérkőzést 24–3-ra a Dallas Cowboys nyerte. A legértékesebb játékos a Cowboys irányítója, Roger Staubach lett.
| N | Idő   | Drive | Drive | Drive     | Csapat   | Play leírása                                                                          | Pont    | Pont     |
| N | Idő   | Play  | Yard  | Időtartam | Csapat   | Play leírása                                                                          | Cowboys | Dolphins |
| - | ----- | ----- | ----- | --------- | -------- | ------------------------------------------------------------------------------------- | ------- | -------- |
| 1 | 1:23  | 11    | 50    | 7:48      | Cowboys  | Mezőnygól. Mike Clark 9 yardról.                                                      | 3       | 0        |
|   |       |       |       |           |          |                                                                                       |         |          |
| 2 | 1:15  | 10    | 76    | 5:00      | Cowboys  | Touchdown. Lance Alworth 7 yardos átadás Roger Staubach-tól, Mike Clark jutalomrúgás. | 10      | 0        |
| 2 | 0:04  | 4     | 44    | 1:11      | Dolphins | Mezőnygól. Garo Yepremian 31 yardról.                                                 | 10      | 3        |
|   |       |       |       |           |          |                                                                                       |         |          |
| 3 | 9:43  | 8     | 71    | 5:17      | Cowboys  | Touchdown. Duane Thomas 3 yardos futás, Mike Clark jutalomrúgás.                      | 17      | 3        |
|   |       |       |       |           |          |                                                                                       |         |          |
| 4 | 11:42 | 3     | 9     | 0:53      | Cowboys  | Touchdown. Mike Ditka 7 yardos átadás Roger Staubach-tól, Mike Clark jutalomrúgás.    | 24      | 3        |